# Lijst van procureurs-generaal bij de Hoge Raad der Nederlanden
De procureur-generaal bij de Hoge Raad der Nederlanden geeft leiding aan het parket bij de Hoge Raad der Nederlanden, dat bestaat uit de procureur-generaal en de advocaten-generaal. Het parket bij de Hoge Raad voorziet de Hoge Raad van rechtsgeleerde adviezen over de voorliggende zaken, in de vorm van de zogeheten conclusie. Naast het leidinggeven aan het parket bij de Hoge Raad vervult de procureur-generaal nog een aantal andere taken, waaronder het houden van toezicht op de taakuitoefening door de leden van de rechterlijke macht, het vervolgen van ambtsmisdrijven door ministers en leden van de Staten-Generaal, en het instellen van cassatie in het belang der wet. Ingevolge artikel 117 lid 1 Grondwet wordt de procureur-generaal voor het leven benoemd bij koninklijk besluit.
De huidige procureur-generaal is Edwin Bleichrodt, die het ambt sinds 1 september 2021 vervult. De plaatsvervangend procureur-generaal is sinds 1 mei 2021 Mark Wissink.
| Termijn    | Procureur-generaal | Procureur-generaal                          | Benoeming en ontslag              | Vorige posities                                               |
| ---------- | ------------------ | ------------------------------------------- | --------------------------------- | ------------------------------------------------------------- |
| 1838–1845  |                    | T.C. de Bordes (1772–1845)                  | 1 oktober 1838 3 oktober 1845     | Advocaat-generaal 1813–1838                                   |
| 1845–1871  |                    | G.A.G. van Maanen (1801–1871)               | 24 oktober 1845 25 november 1871  | Advocaat-generaal 1838–1845                                   |
| 1871–1877  |                    | F.F. Karseboom (1815–1878)                  | 8 december 1871 4 april 1877      | Advocaat-generaal 1857–1871                                   |
| 1877–1886  |                    | J.W. Römer (1816–1899)                      | 27 februari 1877 16 augustus 1886 | Advocaat-generaal 1857–1877                                   |
| 1886–1907  |                    | C. Polis (1831–1907)                        | 27 augustus 1886 23 augustus 1907 | Advocaat-generaal 1871–1886                                   |
| 1907–1927  |                    | T.J. Noyon (1848–1929)                      | 30 augustus 1907 1 mei 1927       | Advocaat-generaal 1899–1907                                   |
| 1927–1934  |                    | A. Tak (1864–1934)                          | 1 mei 1927 9 augustus 1934        | Advocaat-generaal 1913–1927                                   |
| 1934–1938  |                    | L.Ch. Besier (1868–1938)                    | 13 september 1934 1 april 1938    | Advocaat-generaal 1913–1934                                   |
| 1938–1943  |                    | W.J. Berger (1883–1953)                     | 18 maart 1938 juni 1943           | Advocaat-generaal 1927–1938                                   |
| 1944–1947  |                    | J. Wijnveldt (1884–1949)                    | 4 april 1944 9 juli 1947          | Advocaat-generaal 1930–1944                                   |
| 1945–1953  |                    | W.J. Berger (1883–1953)                     | 26 oktober 1945 1 maart 1953      | Procureur-generaal 1938–1943 Advocaat-generaal 1927–1938      |
| 1953–1957  |                    | Jhr. L.H.K.C. van Asch van Wijk (1888–1971) | 20 februari 1953 1 november 1957  | Advocaat-generaal 1945–1953                                   |
| 1957–1973  |                    | G.E. Langemeijer (1903–1990)                | 16 oktober 1957 1 december 1973   | Advocaat-generaal 1947–1957                                   |
| 1973–1979  |                    | M.S. van Oosten (1909–2000)                 | 12 november 1973 1 november 1979  | Advocaat-generaal 1957–1973                                   |
| 1979–1988  |                    | W.J.M. Berger (1921–1988)                   | 25 juli 1979 4 februari 1988      | Advocaat-generaal 1966–1979                                   |
| 1988–1992  |                    | J. Remmelink (1922–2003)                    | 11 maart 1988 1 mei 1992          | Advocaat-generaal 1967–1988                                   |
| 1992–2001  |                    | Th.B. ten Kate (1931–2022)                  | 1 mei 1992 1 juli 2001            | Advocaat-generaal 1972–1991                                   |
| 2001–2006  |                    | A.S. Hartkamp (1945)                        | 1 juli 2001 2006                  | Advocaat-generaal 1986–2001                                   |
| 2006–2016  |                    | J.W. Fokkens (1946)                         | 2006 1 september 2016             | Plv. procureur-generaal 2002–2006 Advocaat-generaal 1988–2006 |
| 2016–2021  |                    | J. Silvis (1953)                            | 1 september 2016 1 september 2021 | Rechter EHRM 2012–2016 Advocaat-generaal 2010–2012            |
| 2021–heden |                    | F.W. Bleichrodt (1969)                      | 1 september 2021                  | Advocaat-generaal 2013–2021                                   |